# Pinus muricata
Pinus muricata là một loài thực vật hạt trần trong họ Thông. Loài này được D.Don miêu tả khoa học đầu tiên năm 1837.